# 천명: 조선판 도망자 이야기
《천명: 조선판 도망자 이야기》는 2013년 4월 24일부터 2013년 6월 27일까지 방송 되었던 KBS 2TV 수목 드라마이다.

## 줄거리
인종 독살 음모에 휘말려 도망자가 된 내의원 의관 최원의 불치병 딸을 살리기 위한 사투를 그린 작품.

## 제작진

### 연출
- 이진서

- 전우성

### 극본
- 최민기

- 윤수정

## 등장 인물

### 주요 인물
- 이동욱 : 최원 역
- 김유빈 : 최랑 역
- 송지효 : 홍다인 역 (아역 노효정)
- 임슬옹 : 이호 역 (조선 12대 왕 인종)
- 송종호 : 이정환 역
- 윤진이 : 소백 역
- 박지영 : 문정왕후 역

### 최원의 가족들
- 강별 : 최우영 역
- 장용복 : 최창손 역
- 고인범 : 최형구 역
- 유채영 : 금옥 역

### 내의원 사람들
- 최필립 : 민도생 역
- 김미경 : 장금 역

### 이호측 사람들
- 최일화 : 중종 역 (조선 11대 왕)
- 이재용 : 천봉 역
- 정의갑 : 이호 호위무사 역

### 왕후측 사람들
- 서동현 : 경원대군 역 (훗날 조선 13대 왕 명종)
- 전국환 : 김치용 역
- 이희도 : 장홍달 역
- 황성웅 : 도문 역
- 조달환 : 덕팔 역
- 김정균 : 윤원형 역

### 의금부 사람들
- 김윤성 : 곤오 역

### 흑석골 도적패
- 권현상 : 임꺽정 역
- 이원종 : 거칠 역
- 박선우 : 개팔손 역

### 그 외 사람
- 윤기원 : 막봉 역
- 김형범 : 필두 역
- 정윤선 : 월하 역
- 염동헌 : 김교리 역
- 김진서 : 황내관 역
- 김동준 : 무명 역
- 전헌태
- 송승용
- 백윤흠
- 김태종
- 전해룡
- 박그리나

## 시청률
최저 시청률과 최고 시청률은 시청률 조사회사와 지역별로 시청률에 차이가 있을 수 있습니다.
| 2013년      | 2013년      | 2013년         | 2013년       | 2013년         | 2013년       |
| 회차        | 방송일      | TNmS 시청률    | TNmS 시청률  | AGB 시청률     | AGB 시청률   |
| 회차        | 방송일      | 대한민국(전국) | 서울(수도권) | 대한민국(전국) | 서울(수도권) |
| ----------- | ----------- | -------------- | ------------ | -------------- | ------------ |
| 제1회       | 4월 24일    | 9.8%           | 10.1%        | 9.3%           | 9.8%         |
| 제2회       | 4월 25일    | 9.9%           | 10.7%        | 8.9%           | 9.2%         |
| 제3회       | 5월 1일     | 9.2%           | 9.8%         | 9.5%           | 10.1%        |
| 제4회       | 5월 2일     | 9.9%           | 10.6%        | 9.9%           | 10.0%        |
| 제5회       | 5월 8일     | 9.8%           | 9.6%         | 9.6%           | 10.2%        |
| 제6회       | 5월 9일     | 9.3%           | 9.6%         | 9.4%           | 9.5%         |
| 제7회       | 5월 15일    | 9.3%           | 9.9%         | 9.9%           | 10.2%        |
| 제8회       | 5월 16일    | 9.5%           | 9.2%         | 8.7%           | 8.7%         |
| 제9회       | 5월 22일    | 9.4%           | 10.0%        | 9.3%           | 9.8%         |
| 제10회      | 5월 23일    | 9.8%           | 10.1%        | 9.0%           | 9.6%         |
| 제11회      | 5월 29일    | 10.1%          | 10.5%        | 9.8%           | 10.1%        |
| 제12회      | 5월 30일    | 9.3%           | 9.2%         | 8.7%           | 8.5%         |
| 제13회      | 6월 5일     | 9.5%           | 9.6%         | 8.5%           | 8.3%         |
| 제14회      | 6월 6일     | 7.9%           | 8.7%         | 9.3%           | 9.6%         |
| 제15회      | 6월 12일    | 7.7%           | 7.4%         | 8.0%           | 8.0%         |
| 제16회      | 6월 13일    | 7.9%           | 8.5%         | 8.5%           | 8.1%         |
| 제17회      | 6월 19일    | 6.6%           | 7.4%         | 8.8%           | 9.0%         |
| 제18회      | 6월 20일    | 7.4%           | 7.8%         | 8.9%           | 9.2%         |
| 제19회      | 6월 26일    | 7.0%           | 7.4%         | 8.8%           | 9.1%         |
| 제20회      | 6월 27일    | 8.5%           | 9.1%         | 9.6%           | 9.9%         |
| 평균 시청률 | 평균 시청률 | 8.9%           | 9.3%         | 9.1%           | 9.3%         |

## 수상 경력
- 2013년 KBS 연기대상 청소년상 김유빈

## 동시간대 드라마
- MBC 수목 미니시리즈

《남자가 사랑할 때》 (2013년 4월 3일 ~ 2013년 6월 6일)
《여왕의 교실》 (2013년 6월 12일 ~ 2013년 8월 1일)
- SBS 수목 미니시리즈

《너의 목소리가 들려》 (2013년 6월 5일 ~ 2013년 8월 1일)
《내 연애의 모든 것》 (2013년 4월 4일 ~ 2013년 5월 29일)